# Onno Zwier van Haren
Onno Zwier van Haren (Sint Annaparochie, 2 april 1713 – Wolvega, 2 september 1779) was een Friese jonker, politicus, schrijver, toneelschrijver en dichter (in het Nederlands).
Hij verloor zijn positie in de politiek van Den Haag toen hij beschuldigd werd van incest. Hij ontwikkelde zich daarna als een verdienstelijk schrijver.
Hij was de vader van Duco van Haren en de grootvader van de Nederlandse staatsman Gijsbert Karel van Hogendorp. Zijn broer was Willem van Haren en hij was een neef van Douwe Sirtema van Grovestins, die net als hij in de problemen kwam.

## Levensloop
Onno Zwier van Haren werd op 2 april 1713 geboren. Zijn vader was Adam Ernst van Haren, zijn moeder Amelia Henriëtta Wilhelmina du Tour. Zijn vader stierf toen hij 4 jaar was en hij groeide op onder toezicht van zijn grootvader, Willem van Haren, die niet met zijn moeder overweg kon. In zijn jeugd stond hij in de schaduw van zijn oudere broer, die de lieveling was van zowel zijn moeder als zijn opa.
Hij trouwde in 1738 met Sara Adeleide van Huls.

### Loopbaan
Van Haren studeerde te Franeker en te Utrecht. Hij werd in 1734 burgemeester van Sloten en historieschrijver der provincie, in 1742 grietman van Weststellingwerf, lid van de Staten van Friesland (1733-1739), van de Raad van State (1739-1754), en van de Staten-Generaal. Hij was een trouw dienaar van stadhouder Willem IV, met wie hij sinds zijn jeugd verkeerd had. Hij gebruikte de Oostenrijkse Successieoorlog (1740-1748) om Willem IV uit te laten roepen tot stadhouder van alle provincies. Hij bewoog daartoe prins Karel van Waldeck de strijd aan te gaan met de Fransen. Waldeck verloor zoals verwacht de slag bij Rocoux (1746). Van Haren hoopte dat de bevolking daardoor, net als in het Rampjaar 1672, om een Oranje zou gaan roepen. In mei 1747 werd Willem IV van Oranje uitgeroepen tot algemeen stadhouder.
Van Haren werd gedeputeerde te velde en was betrokken bij de verdedigingslinie Geertruidenberg, Breda, Den Bosch, Willemstad. Na de val van Bergen op Zoom (1747) werd hij naar Zwitserland gestuurd om troepen te werven, maar nog tijdens die opdracht werd hij benoemd tot afgevaardigde voor de vredesconferentie te Aken (1748). Nog voordat hij daar aankwam, had Willem Bentinck, die bang was dat Van Haren met zijn retorische overtuigingskracht een te groot stempel op de onderhandelingen zou drukken, al een voor de Republiek nadelige voorlopige overeenkomst getekend.
Onno Zwier van Haren deelde in de gunsten bij de prinses-gouvernante Anna van Hannover. Hij had een grote indirecte invloed aan het stadhouderlijk hof, ook na het overlijden van Willem IV. Zijn vrouw was in 1748 voedster van de jonge prins Willem V. Van Haren behoorde tot het Friese cabaal rond onder anderen Douwe Sirtema van Grovestins, de invloedrijke hofkliek die een voorstander was van toenadering tot Frankrijk, in plaats van het verbond met Engeland en Oostenrijk. Daardoor had hij talloze machtige tegenstanders, in het bijzonder hertog Lodewijk Ernst van Brunswijk-Lüneburg-Bevern, voor wie Van Harens pleidooi voor Nederlandse neutraliteit in Europa gedurende de Zevenjarige Oorlog (1756-1763) onacceptabel was. Na de dood van Anna van Hannover in 1759 nam de invloed van Van Brunswijk toe, die van het Friese cabaal nam af.

### Beschuldiging van incest
Vanaf 1760 werd Onno Zwier van Haren het middelpunt van een schandaal. Zijn schoonzoon Johan Alexander van Sandick en zijn aanstaande schoonzoon Willem van Hogendorp betichtten hem van "Tentati Incestus", het plegen van incest met twee van zijn dochters, Marianne Elisabeth (Betje) en Carolina. Willem van Hogendorp, aangestuurd door zijn vader Diederik van Hogendorp, burgemeester van Rotterdam, liet aan Van Haren weten dat zijn huwelijk met Carolina alleen door kon gaan als hij een bekentenis zou ondertekenen en Holland zou verlaten. Van Haren schreef en ondertekende de bekentenis en trok zich via Brussel en Sint-Oedenrode uiteindelijk terug op zijn buiten in het Friese Wolvega.
Dat het toch een publiek schandaal werd lag aan Onno Zwier van Haren zelf. Op 15 april 1761 verscheen hij tegen de afspraak opnieuw in de Staten Generaal, maar toen de hertog van Brunswijk van de tot dan toe geheime akte op de hoogte was gesteld, werd hem het lidmaatschap van de Staten Generaal ontzegd. Van Haren trok de bekentenis in. Hij had haar onder druk afgelegd, zo verklaarde hij. In 1761 publiceerde hij een verweer, Deductie voor Jr. O.Z. van Haren, waarvan het voorwoord gedateerd is op 20 mei van dat jaar en eigenhandig is ondertekend, waarin hij zijn dochters en schoonzoons een complot verweet om hem ten val te brengen. Hij ontkende de incest, want, zo schreef hij, "waarom zou hij zich aan deze onaantrekkelijke dochters willen vergrijpen, de een verschrikkelijk door de kinderziekte aangetast, met bloeddoorlopen ogen en stinkvoeten, de ander ziekelijk, zelfs nog niet huwbaar en sinds 11 jaar lijdend aan een zwaar ongeluk?"
Er volgden nog meer in druk verschenen deducties, brieven, enz., ook van zijn schoonzonen Joh. Alexander van Sandick en Willem van Hogendorp, verschenen in de jaren 1761-1762 bij verschillende uitgevers. Een anonieme publicatie genaamd Historisch Verhaal werd in alle gewesten verboden en de drukker gevangengezet.

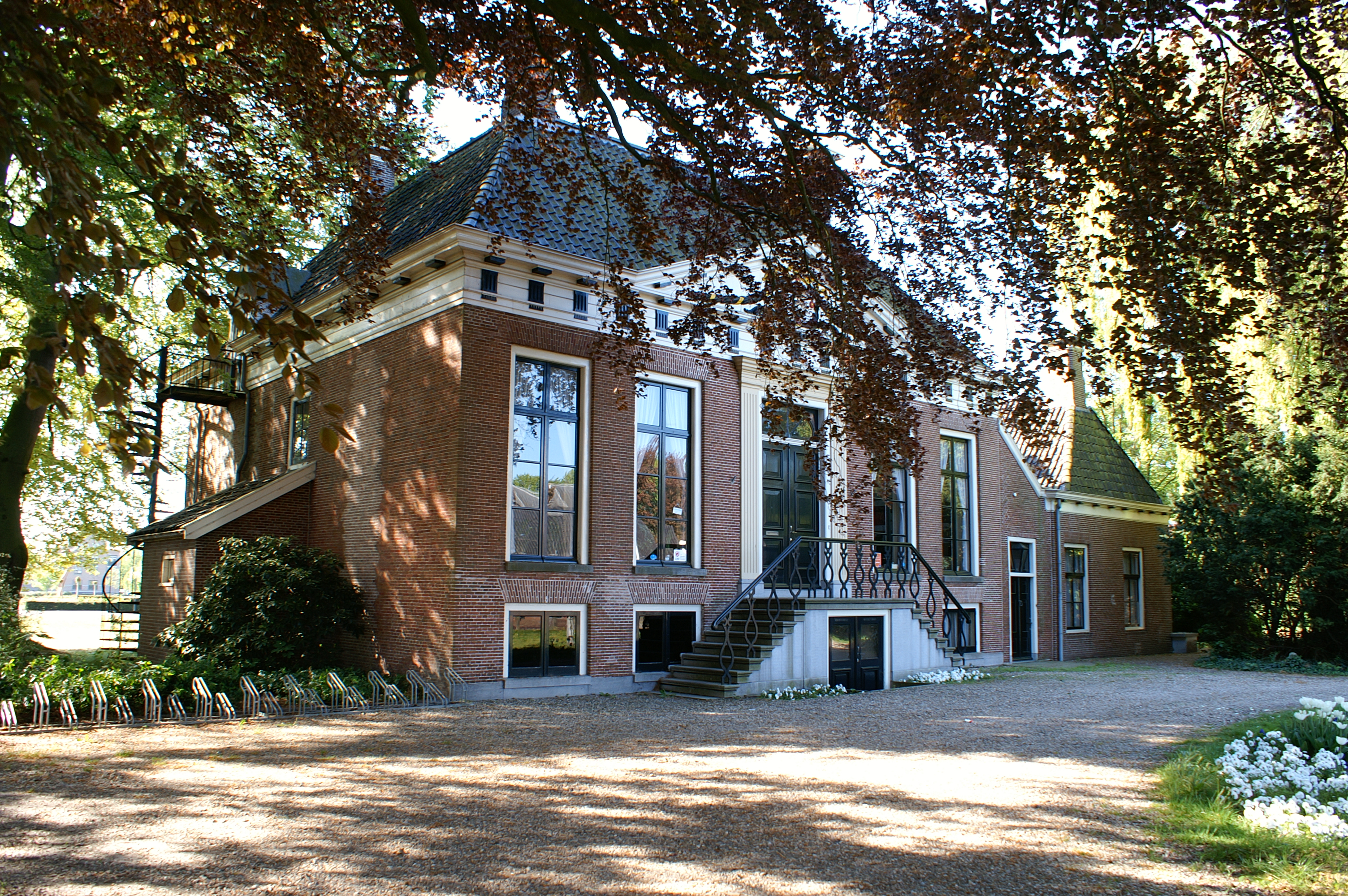
De buitenplaats Lindenoord van Van Haren te Wolvega, herbouwd na de brand van 1776.

Om zijn naam te zuiveren liet hij zich in 1761 door het Hof van Friesland in staat van beschuldiging stellen, maar het vonnis op 27 oktober 1762 was niet eenduidig: geen veroordeling, maar ook geen vrijspraak. De dochters meden elk contact met hun vader. De politieke carrière van de grietman en gedeputeerde was voorgoed gebroken en Van Haren trok zich terug op Huis Lindenoord. In 1769 werd een aanslag op hem gepleegd en in 1776 brandde het buitenverblijf bij Wolvega tot de grond toe af.
Johannes van Vloten heeft het verhaal van die pijnlijke jaren betiteld als Een Edelman onder ploerten. Conrad Busken Huet schreef, vanuit een ander gezichtspunt De Van Harens (Batavia, 1875).

### Literator
In de periode waarin hij zich op Lindenoord had teruggetrokken, begon de 53-jarige Van Haren, net als zijn broer Willem, te schrijven. Hoewel hij zelf nooit in Nederlands-Indië geweest is, ging zijn eerste toneelstuk, Agon, sultan van Bantam, over de Agoeng van Bantam, die regeerde van 1651-1682. Het was zijn enige werk dat in Indië gesitueerd was. Het stuk, vanuit het standpunt van de Javanen geschreven, is kritisch ten opzichte van de Nederlandse overheerser. Het ging over het verlies van de onafhankelijkheid van Bantam aan de VOC, die daarvoor gebruik maakte van de opstandige zoon van de Sultan. In de tragedie in vijf bedrijven zijn de wederwaardigheden van Isaac de l'Ostal de Saint-Martin verwerkt. Het stuk kan gezien worden als verwijzing naar Van Harens eigen ervaringen.
Zijn latere werken waren patriottistisch, religieus en Orangistisch van karakter.
In de 19e eeuw werd hij geprezen als "de enige leesbare Nederlander" uit de periode tussen Hubert Kornelisz. Poot en Willem Bilderdijk.

## Werk

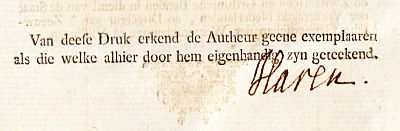
Handtekening van Onno Zwier van Haren in een exemplaar van zijn dichtbundel De Geusen van 1776

- The sentiments of a Dutch patriot, being the speech of *** in an august assembly on the present state of affairs, and the resolution necessary at this juncture to be taken for the safety of the Republick[a] (1746). Uit het Engels werd het stuk weer in het Nederlands en Frans vertaald
- Les sentiments d'un patriote Hollandois, ou Harangue prononcée dans une auguste Assemblee sur l'etat présent des affaires, & sur la résolution qu'ilest nécessaire de prendre dans ces conjunctures, pour la surété de la Republique[b] (1746)
- Mengelwerken van jonkheer Onno Zwier van Haren, Fries edelman. Aanspraak gedaan als president van de Raad van Staate der Vereenigde Nederlanden, en Corps ter vergadering van Haar Hoog Mogende verscheenen, op den 29 December 1746, tot overbrenging van de Generaale Petitie en Staat van oorlog voor het jaar 1747[c] (1746?)
- De gevoelens van een Hollands patriot of Redevoering, gedaan in een doorluchte vergadering over den tegenwoordigen staat der zaken, en nopens het nodig besluit in die omstandigheden tot zekerheid der Republiek te nemen[d] (1747)
- Deductie voor Jr. Onno Zwier van Haren, Grietman van Stellingwerf-Westeinde, ter zyner noodwendige zuiveringe, van de lasterlyke geruchten en imputatiën, tegen hem verspreid en ingebragt[e] (1761)
- Tweede deductie voor jr. Onno Zwier van Haren, Grietman van Stellingwerf-Westeinde, ter zyner noodwendige zuiveringe van de lasterlyke gerugten en imputatien, tegen hem verspreid[f] (1762)
- Zakelyke verkorting en nodig uittrekzel der tweede deductie voor Jr. Onno Zwier van Haren, Grietman van Stellingwerf-Westeinde, ter zyner nootwendige zuiveringe van de lasterlyke gerugten en imputatien tegens hem verspreid en ingebragt[g] (1762). Bevat ook: Beëdigde instructie voor den heere prinse Louis van Brunswyk ...
- Derde deductie voor Jr. Onno Zwier van Haren, Grietman van Stellingwerf-Westeinde, ter zyner noodwendige zuiveringe van de lasterlyke gerugten en imputatien, tegen hem verspreid en ingebragt[h] (1762)
- Lijkreeden over wijlen sijne Hoogheid Willem de IV, prince van Orange en Nassau ...[i] (Leeuwarden 1766, Amsterdam 1832)
- Zeedige aanmerkingen over de veengraveryen in Friesland[j] (Leeuwarden 1766)
- De koop-handel. Lierzang. Aan 't Zeeuwsch genootschap der Weetenschappen te Vlissingen[k] (Zwolle 1769)
- Aan het vaderland[l] (1769)
- De Geusen[m] (1771)
- Agon, sulthan van Bantam, treurspel in vyf bedryven[n] (Leeuwarden 1769, 3e dr. ald, 1779)]
- Proeve op de Levensbeschrijving der Nederlandsche Doorluchtige Mannen: behelzende het leven van Johannes Kamphuis[o] (Leeuwarden 1772)
- Proeve van Nederduitsche treurspellen getrokken uit vaderlandsche gebeurtenissen, inhoudende Agon, sulthan van Bantam, in 5 bedrijven en Willem de Eerste, prins van Oranje, in 3 bedrijven[p] (Zwolle 1773)
- Van Japan: met betrekking tot de Hollandsche natie, en de Christelijke Godsdienst[q] (Zwolle 1775)
- Proeve van overzetting uit het Engelsch[r] (Zwolle 1776). Ook o.d.t.: Overzetting van de eerste brief van Pope's Essay on man. Tekst ook in het Engels
- De komst van den Messias. Lofzang (Zwolle 1776)
- De herschyning, lierzang, aan Adeleide. Op den 5 Augustus 1776, wanneer sy haar agt-envyftigste jaar vervulde[s] (1776)
- Verhandeling over de nationaale of vaderlandsche gedichten[t] (in de verhandelingen van het Zeeuwsche Genootschap, deel 6)
- De landbouw. Lierzang. Aan den griffier Van den Heuvel, tot Utrecht[u] (Zwolle 1777)
- De inenting. Lierzang. Aan vrouwe Sara Maria van den Heuvel, huysvrouw van Jonkheer Duco van Haren[v] (Zwolle 1777)
- Nieuw-jaarsbrief aan myn jongsten zoon[w] (1778). Bevat: De Vryheid lierzang
- Vaarwel! van een oude vader, aan syn soon, vaarende op 's Lands schip van oorlog de Argo, onder bevel van de collonel ridder Kinsbergen[x] (1778)
- De koopman. De staatsman. De schimmen[y] (Zwolle 1778)
- Recherches historiques sur l'état de la religion chrétienne au Japon, relativement à la nation hollandoise[z] (1778). Vert. van: Van Japan : met betrekking tot de Hollandse natie en de christelijke gods-dienst. 1775
- Bericht van een vrouw die in haar LXVIII jaar wederom zog in hare borsten kreeg, en daar mede een kind, gedurende 2 1/2 jaar voedde[aa] (1778)
- Proeve van eene nationale zeedelyke leer-reeden van een oud man aan de jeugd van Nederland over de woorden van Ezra, Cap. III, v. 12, ter geleegenheid van 't begin van de derden eeuw van de Unie van Utrecht[ab] (Zwolle 1779)
- Pietje, en Agnietje, of De doos van Pandora. Tonneelspel, ter geleegenheid van de derde eeuw, van de Unie van Utrecht[ac] (1779)
- Dichterlijke werken van Willem en Onno Zwier van Haren[ad][ae][af][ag][ah][ai] (1824-1827) ( 6 delen)
- De offerhande van Themistocles. Lierzang van Pindarus. Een onbekend gedicht van een bekenden dichter door J.H. Halbertsma (Deventer 1835).
- Hareniana. Brieven van W. en O.Z. van Haren[aj] (1876)

De dichterlijke werken van Willem en Onno Zwier van Haren zijn in 1824 te Amsterdam en door Van Vloten te Deventer 1871/74 uitgegeven. Aan hem wordt nog een redevoering toegeschreven uit ongeveer 1746, in het Nederlands geschreven en in het Engels vertaald en later weer in het Nederlands overgezet. De titel is De gevoelens van een Hollandsch patriot of Redevoering gedaan in eene doorluchte vergadering over den tegenwoordigen staat der zaken.

## Inspiratie
In 1939 verwerkte E. du Perron het familiedrama in de historische roman Schandaal in Holland.

## Trivia
In 2016 bleek in een uitzending van het tv-programma Verborgen Verleden cabaretier Jochem Myjer een directe nazaat van Van Haren te zijn.